# Otto von Hoffmann (General, 1816)
Otto Wilhelm Leopold Gustav von Hoffmann (* 25. Oktober 1816 in Haynau; † 6. März 1900 in Dresden) war ein preußischer Generalleutnant.

## Leben

### Herkunft
Die Familie Hoffmann erhielt durch den Geheimrat und Kanzler Carl Christoph von Hoffmann am 24. Oktober 1786 den Adelsstand. Seine Eltern waren der preußische Leutnant a. D. Friedrich von Hoffmann (1791–1824) und dessen Ehefrau Luise Amalie, geborene Schubert (1798–1860). Sein Vater war Erbherr auf Straupitz im Landkreis Goldberg.

### Militärkarriere
Hoffmann kam 1830 auf das Militär-Knaben-Erziehungsinstitut auf Schloss Annaburg und von dort am 1. April 1834 als Offiziersanwärter in das 11. Infanterie-Regiment der Preußischen Armee. Eigentlich sollte er Unteroffizier werden, aber „wegen vorzüglicher guter Kenntnisse und musterhafter Führung“ wurde er am 10. Januar 1837 Portepeefähnrich sowie am 5. Dezember 1838 Sekondeleutnant. Vom 1. Oktober 1839 bis zum 15. Juli 1842 war Hoffmann zur weiteren Ausbildung an die Allgemeine Kriegsschule kommandiert. Nach seiner Rückkehr wurde er am 1. Oktober 1842 zunächst Lehrer an der Divisionsschule der 11. Division und am 30. Mai 1845 Adjutant der 12. Infanterie-Brigade. Dazu wurde er am 27. März 1847 zum Premierleutnant befördert. Am 20. Juli 1850 wurde er von seiner Stellung entbunden und kam am 18. Januar 1851 als Kompaniechef in das 24. Infanterie-Regiment. Am 31. Mai 1855 folgte seine Versetzung zum Kriegsministerium und am 3. April 1856 die Beförderung zum Major. Ab dem 14. Oktober 1856 war er Adjutant der Generalinspektion des Militär-Erziehungs- und Bildungswesens unter Versetzung in das 35. Infanterie-Regiment.
Hoffmann kehrte am 14. April 1857 als Bataillonskommandeur in das 21. Infanterie-Regiment zurück und kam am 28. April 1857 als Kommandeur des III. Bataillons des 7. Landwehr-Regiments nach Löwenberg. Daran schloss sich ab 3. Februar 1859 eine Verwendung als Kommandeur des Füsilier-Bataillons im 22. Infanterie-Regiments an. Am 1. Juli 1860 wurde er zum Oberstleutnant befördert. Unter Stellung à la suite beauftragte man Hoffmann am 22. Juni 1861 mit der Führung des 2. Thüringischen Infanterie-Regiments. Am 24. Juli 1861 wurde er zum Kommandeur ernannt und in dieser Eigenschaft am 18. Oktober 1861 zum Oberst befördert. Hoffmann erhielt am 12. Januar 1864 den Roten Adlerorden III. Klasse und wurde am 25. Juni 1864 als Chef der Armeeabteilung in das Kriegsministerium zurückversetzt. Zudem war er ab dem 2. August 1864 als militärisches Direktionsmitglied der Zentral-Turnanstalt tätig. Aus Österreich erhielt er am 23. Februar 1865 den Orden der Eisernen Krone II. Klasse.
Mit Beginn des Deutschen Krieges von 1866 wurde er am 3. April 1866 zum Kommandeur des 22. Infanterie-Brigade ernannt sowie am 8. Juni 1866 zum Generalmajor befördert. Die Brigade war Teil der Armee des Kronprinzen. In Schlacht bei Skalitz erwarb er den Orden Pour le Mérite. Außerdem kämpfte Hoffmann noch in der Schlacht bei Königgrätz. Am 17. Januar 1869 bekam er den Roten Adlerorden II. Klasse mit Eichenlaub. Bei der Mobilmachung anlässlich des Krieges gegen Frankreich wurde Hoffmann am 18. Juli 1870 zum Kommandeur der 12. Infanterie-Division ernannt und am 26. Juli 1870 zum Generalleutnant befördert. Bei diesem Feldzug konnte er sich bei der Belagerung von Paris auszeichnen und erhielt dort das Eiserne Kreuz II. Klasse. Als am 30. September die Brigade unter Joseph Vinoy von Mezieres nach Paris marschierte, erkannte Hoffmann deren Absichten und verhinderte dieses, gegen den Willen, des Kommandierenden Generals des VI. Armee-Korps General Wilhelm von Tümpling (Gefecht bei Chevilly). Zudem kämpfte er bei l'Haye, erhielt am 22. Dezember 1870 das Ritterkreuz des Militär-Max-Joseph-Ordens und am 16. Februar 1871 das Eiserne Kreuz I. Klasse.
Nach dem Friedensschluss erhielt Hoffmann am 20. März 1871 das Kommando über die 31. Division, am 26. Juni 1871 den Stern zum Roten Adlerorden II. Klasse. Wegen einer schweren Erkrankung erhielt er am 23. September 1871 eine sechsmonatigen Urlaub, den er zu Reisen in die Schweiz und Italien nutzte. In Dresden erhielt er am 14. September 1871 das Großkreuz des Albrechts-Ordens. Auf Grund seiner angegriffenen Gesundheit wurde Hoffmann am 18. März 1872 mit den Kompetenzen eines Divisionskommandeurs zu den Offizieren von der Armee versetzt. Da sich sein Gesundheitszustand nicht besserte, wurde Hoffmann am 10. August 1872 mit gesetzlichen Pension zur Disposition gestellt.

### Familie
Hoffmann hatte sich am 22. Oktober 1846 in Dresden mit Karoline von Hoffmann (1818–1894) verheiratet. Das Paar hatte folgende Kinder:
- Wilhelmine (1849–1875) ⚭ 1871 Hermann Treusch von Buttlar († 1905), Major a. D.
- Otto (1856–1915), preußischer Generalleutnant ⚭ 1879 Paula von Zglinitzki (* 1860)